# Остингтаун (Охајо)
Остингтаун (енгл. Austintown) насељено је место без административног статуса у америчкој савезној држави Охајо.

## Демографија
По попису из 2010. године број становника је 29.677, што је 1.95 (-6,2%) становника мање него 2000. године.
| Група             | 2000.          | 2010.          |
| Белци             | 28.904 (91,4%) | 26.229 (88,4%) |
| Афроамериканци    | 1.610 (5,1%)   | 2.047 (6,9%)   |
| Азијати           | 186 (0,6%)     | 181 (0,6%)     |
| Хиспаноамериканци | 578 (1,8%)     | 794 (2,7%)     |
| Укупно            | 31.627         | 29.677         |